# Solitudering
De Solitudering is een voormalig stratencircuit in het westelijk deel van de Duitse stad Stuttgart. Het is genoemd naar het slot Solitude. Tussen 1925 en 1964 werden er zowel auto- als motorsportwedstrijden georganiseerd, die bekendstonden als de "Solituderennen". 
Al in 1903 werden er in de buurt van Stuttgart heuvelklimwedstrijden georganiseerd, van de Westbahnhof naar het slot Solitude. In 1906 werd de start daarvan verplaatst naar het stadsdeel Heslach. In 1925 werd een volledig stratencircuit van 22,3 km lengte gerealiseerd, waarbij start/finish bij het slot lagen. In 1931 werd het circuit afgekort via een weg door het Mahdental en in 1935 ontstond het uiteindelijke circuit van slechts 11,4 km lengte. Er werden slechts weinig autoraces gehouden, omdat het circuit pas in de jaren vijftig overal breed genoeg was gemaakt. De wedstrijden in het kader van het wereldkampioenschap wegrace werden op verschillende circuits verreden, maar de Solituderennen telden meestal mee voor het Duitse kampioenschap wegrace.

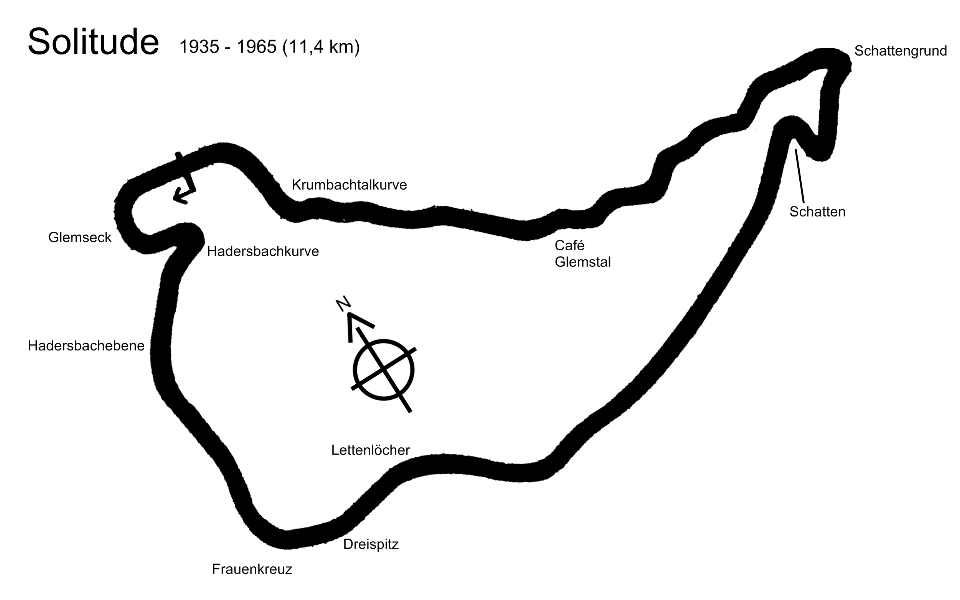
De Solitudering in 1935

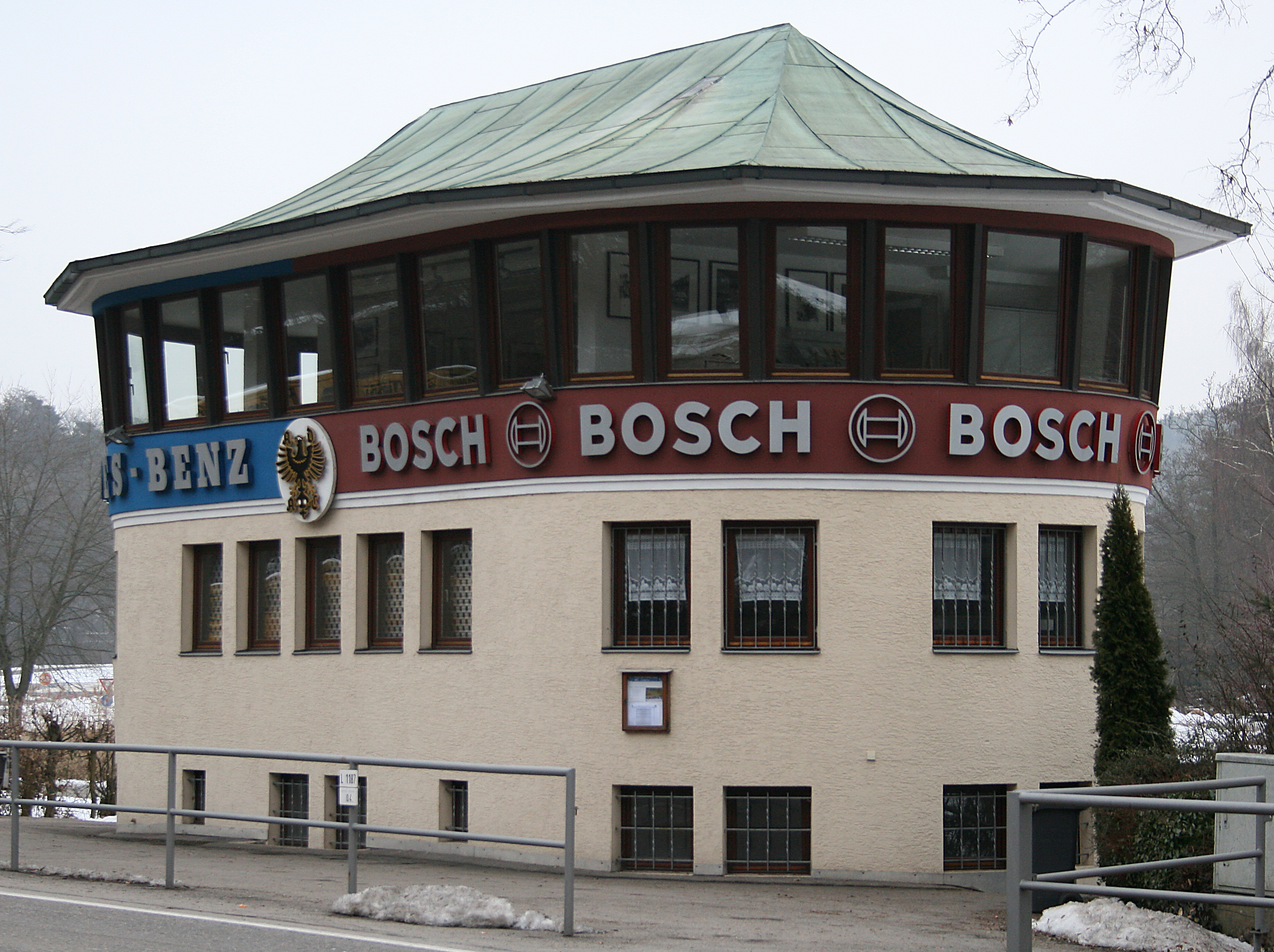
De start/finishtoren staat op het noordwestelijke punt van het circuit, bij het verkeersoefenterrein van de ADAC

## Motorraces

### Winnaarsheuvelklimwedstrijden

#### Heuvelklim 1922
- 250 cc: F. Fromholz, NSU
- 500 cc: M. Mahlenbrei, Triumph

#### Heuvelklim 1923
- 250 cc: H. Schlaginweit, Paqué
- 500 cc: J. Mayer, Victoria-WSM KR III

### Winnaars wegraces

#### Solituderennen 1925
- 125 cc: Willy Zick, Puch
- 250 cc: Josef Stelzer, BMW R 39
- 350 cc: E. Bussinger, AJS
- 500 cc: Rudolf Reich, BMW R 37
- 750 cc: Reinhard von Koenig-Fachsenfeld, Norton
- 1000 cc: Ernst Ißlinger, NSU
- zijspannen 600 cc: Schwanenberger, Norton
- zijspannen 1000 cc: Imholz, Harley-Davidson

#### Solituderennen 1926
- 175 cc: Arthur Müller, DKW
- 250 cc: Josef Stelzer, BMW R 39
- 350 cc: Fr. Adam, AJS
- 500 cc: Ernst Jakob Henne, BMW R 47
- 750 cc: Karl Raebel, BMW
- 1000 cc: Paul Köppen, BMW

#### Solituderennen 1927
- 175 cc: Arthur Geiss, DKW
- 250 cc: K. Scherer, NSU
- 350 cc: F. Franconi, Motosacoche
- 500 cc: Hans Thumshirn, Ardie-JAP
- 1000 cc: Toni Bauhofer, BMW
- zijspannen 600 cc: H. Eurich, D-Rad
- zijspannen 1000 cc: H. Dobler, New Imperial

#### Solituderennen 1928
- 250 cc: Arthur Geiss, DKW
- 350 cc: Friedrich Messerschmidt, BMW
- 500 cc: Friedrich Messerschmidt, BMW R 57
- 1000 cc: F. Heck, Harley-Davidson
- zijspannen 600 cc: Hermann Lang, Standard
- zijspannen 1000 cc: H. Frey, AJS

#### Solituderennen 1929
- 250 cc: Kurt Friedrich, DKW
- 350 cc: Hans Soenius, BMW
- 500 cc: Hans Soenius, BMW R 57
- 1000 cc: Josef Stelzer, BMW
- zijspannen 600 cc: Hermann Lang, Standard
- zijspannen 1000 cc: A. Sitzberger, BMW R 63

#### Solituderennen 1930
- 250 cc: Otto Kohfink, Montgomery
- 350 cc: Tom Bullus, NSU
- 500 cc: Tom Bullus, NSU
- Solituderennen 1000 cc: Ernst Zündorf, BMW

#### Solituderennen 1931
- 250 cc: Arthur Geiss, DKW
- 350 cc: Jimmie Guthrie, Norton M40
- 500 cc: Jimmie Guthrie, Norton M30
- 1000 cc: Paul Rüttchen, NSU

#### Solituderennen 1935
- 250 cc: Arthur Geiss, DKW
- 350 cc: Werner Mellmann, NSU
- 500 cc: Oskar Steinbach, NSU
- zijspannen 600 cc: Hans Kahrmann, DKW
- zijspannen 1000 cc: Karl Braun/ Ernst Badsching, Horex

#### Solituderennen 1936
- 250 cc: Arthur Geiss, DKW
- 350 cc: Heiner Fleischmann, NSU
- 500 cc: Otto Ley, BMW 255
- zijspannen 600 cc: Toni Babl, DKW
- zijspannen 1000 cc: Hans Schumann, NSU

#### Solituderennen 1937
- 250 cc: Ewald Kluge, DKW
- 350 cc: Heiner Fleischmann, NSU
- 500 cc: Kurt Mansfeld, DKW

#### Solituderennen 1949
- 125 cc: L. Vienatzer, Puch
- 250 cc: Otto Daiker, DKW
- 350 cc: Wilhelm Herz, NSU
- 500 cc: Schorsch Meier, BMW 255
- zijspannen 600 cc: Schmidt/Mittelmeyer, NSU
- zijspannen 1000 cc: Max Klankermeier/Heinrich Wolz, BMW

#### Solituderennen 1950
- 125 cc: Ewald Kluge, DKW
- 250 cc: Hein Thorn Prikker, Moto Guzzi Albatros
- 350 cc: Heiner Fleischmann, NSU
- 500 cc: Heiner Fleischmann, NSU
- zijspannen 600 cc: Hermann Böhm/Karl Fuchs, NSU
- zijspannen 1200 cc: Ludwig Kraus/Bernhard Huser, BMW

#### Solituderennen 1951
- 125 cc: Hermann Paul Müller, DKW
- 250 cc: Enrico Lorenzetti, Moto Guzzi Gambalunghino
- 350 cc: Geoff Duke, Norton 40M
- 500 cc: Geoff Duke, Norton 30M
- zijspannen 500 cc: Ludwig Kraus/Bernhard Huser, BMW
- zijspannen 750 cc: Eric Oliver/Lorenzo Dobelli, Norton

#### Wereldkampioenschap wegrace 1952
- 125 cc: Werner Haas, NSU
- 250 cc: Rudi Felgenheier, DKW
- 350 cc: Reg Armstrong, Norton 40M
- 500 cc: Reg Armstrong, Norton 30M
- zijspannen: Cyril Smith/Bob Clements, Norton

#### Solituderennen 1953
- 125 cc: Werner Haas, NSU
- 250 cc: Otto Daiker, NSU
- 350 cc: Siegfried Wünsche, DKW 350 RM
- 500 cc: Schorsch Meier, BMW RS 53
- zijspannen: Eric Oliver/Stanley Dibben, Norton

#### Wereldkampioenschap wegrace 1954
- 125 cc: Rupert Hollaus, NSU
- 250 cc: Werner Haas, NSU
- 350 cc Ray Amm, Norton 40M
- 500 cc: Geoff Duke, Gilera 500 4C
- zijspannen: Wilhelm Noll/Fritz Cron, BMW

#### Solituderennen 1955
- 125 cc: Karl Lottes, MV Agusta
- 250 cc: Hans Baltisberger, NSU
- 350 cc: Ken Kavanagh, Moto Guzzi Monocilindrica 350
- 500 cc: Walter Zeller, BMW 500 cc injectie
- zijspannen: Willi Faust/Karl Remmert, BMW

#### Solituderennen 1956
- 125 cc: Romolo Ferri, Gilera 125 GP
- 250 cc: Carlo Ubbiali, MV Agusta
- 350 cc: Bill Lomas, Moto Guzzi Monocilindrica 350
- 500 cc: Reg Armstrong, Gilera 500 4C
- zijspannen: Wilhelm Noll/Fritz Cron, BMW

#### Solituderennen 1959
- 250 cc (productierace): Willy Oesterle, Maico

#### Wereldkampioenschap wegrace 1960
- 250 cc: Gary Hocking, MV Agusta
- 500 cc: John Surtees, MV Agusta
- zijspannen: Helmut Fath/Alfred Wohlgemut, BMW

#### Solituderennen 1961
- 250 cc: Jim Redman, Honda RC 162
- zijspannen: Max Deubel/Emil Hörner, BMW

#### Wereldkampioenschap wegrace 1962
- 50 cc: Ernst Degner, Suzuki
- 125 cc: Luigi Taveri, Honda RC 145
- 250 cc: Jim Redman, Honda RC 163
- zijspannen: Max Deubel/Emil Hörner, BMW

#### Wereldkampioenschap wegrace 1964
- 50 cc: Ralph Bryans, Honda RC 113
- 125 cc:Jim Redman, Honda RC 146
- 250 cc: Phil Read, Yamaha RD 56
- 350 cc Jim Redman, Honda RC 172
- 500 cc: Mike Hailwood, MV Agusta
- zijspannen: Fritz Scheidegger/John Robinson, BMW

#### Solituderennen 1965
- 50 cc: Ernst Degner, Suzuki
- 125 cc: Ernst Degner, Suzuki
- 250 cc: Ginger Molloy, Bultaco
- zijspannen: Max Deubel/Emil Hörner, BMW

## Winnaars autoraces
De Grands Prix in de jaren twintig werden alleen voor de constructeurstitel verreden, maar de wedstrijden op de Solitudering telden daar niet voor mee. De Formule 1- en Formule 2-wedstrijden in de jaren zestig telden niet mee voor het wereldkampioenschap.
- 1925: Solituderennen, winnaar: Otto Merz, Mercedes
- 1926: Solituderennen, winnaar: Otto Merz, Mercedes
- 1927: Solituderennen, winnaar: August Momberger, Bugatti
- 1960: Formule 2: Wolfgang Graf Berghe von Trips, Ferrari
- 1961: Formule 1: Innes Ireland, Lotus
- 1962: Formule 1: Dan Gurney, Porsche
- 1963: Formule 1: Jack Brabham, Brabham
- 1964: Formule 1: Jim Clark, Lotus
- 1965: Formule 2: Chris Amon, Lola